# Blackburn Aircraft
Блекберн Ейркрафт (англ. Blackburn Aircraft), також Блекберн Ейркрафт Лімітед (англ. Blackburn Aircraft Limited) — британська аерокосмічна компанія. Компанія заснована Робертом Блекберном, який побудував свій перший літак у Лідсі в 1908 році. Компанія Blackburn Airplane & Motor Company була створена в 1914 році на новій фабриці в місті Браф, Східний Йоркширський Райдінг, у 1916 році. 1934 році Блекберн придбав компанію Cirrus-Hermes Engineering, розпочавши виробництво авіаційних двигунів.

## Продукція компанії «Блекберн Ейркрафт»

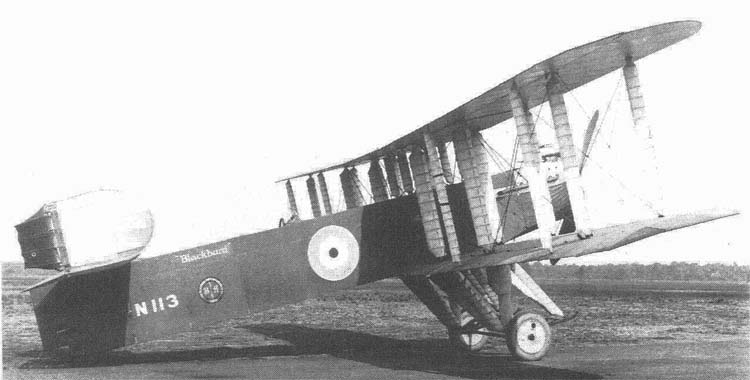
Blackburn Blackburd

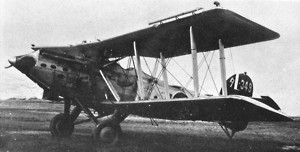
Blackburn T.7B

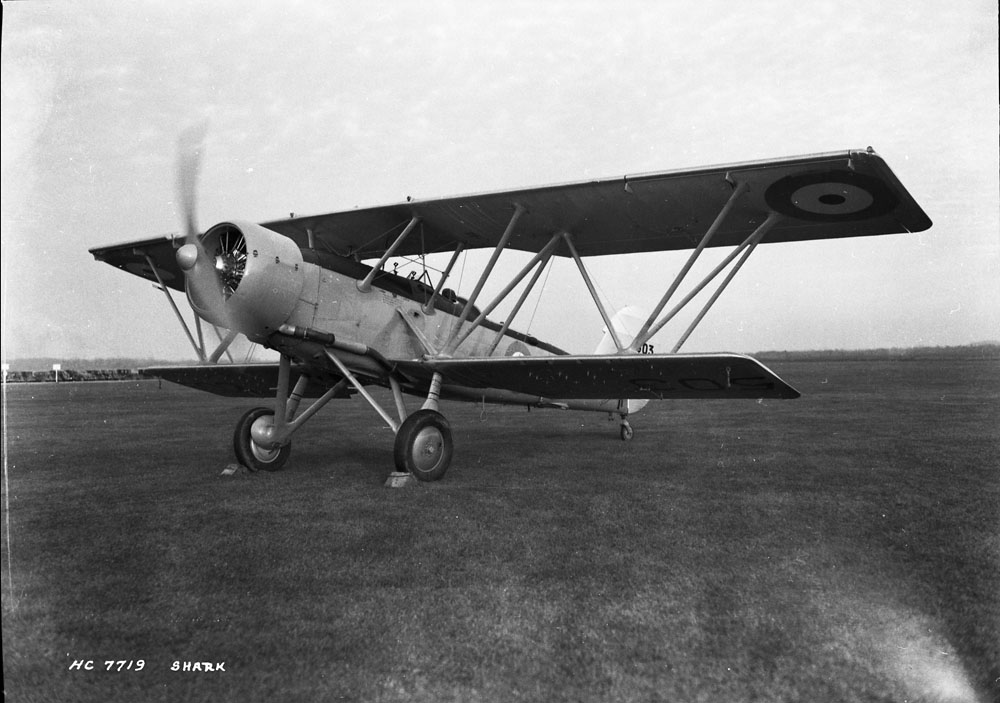
Blackburn Shark

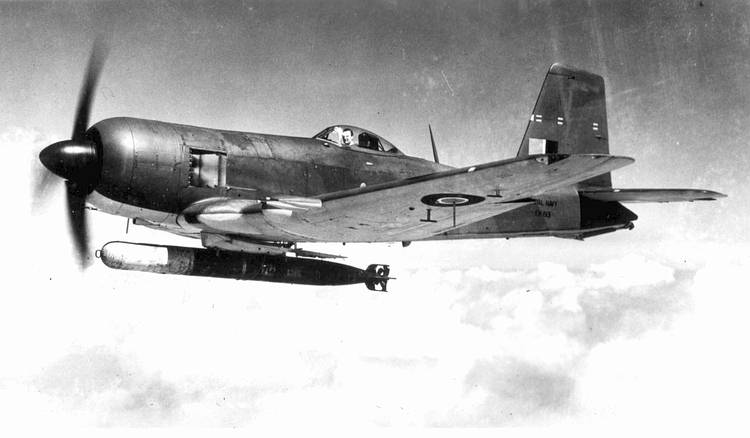
Blackburn Firebrand

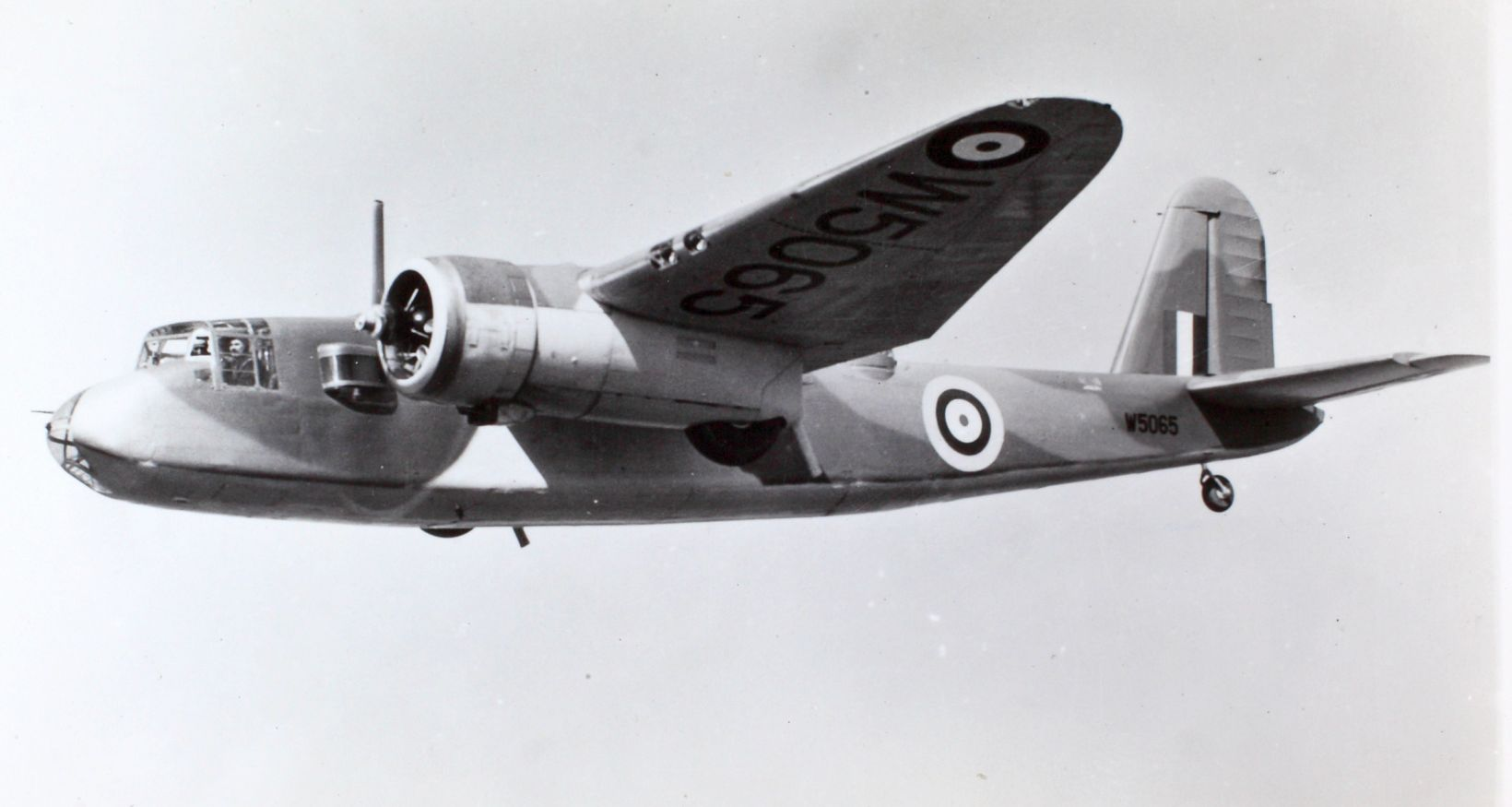
Blackburn Botha

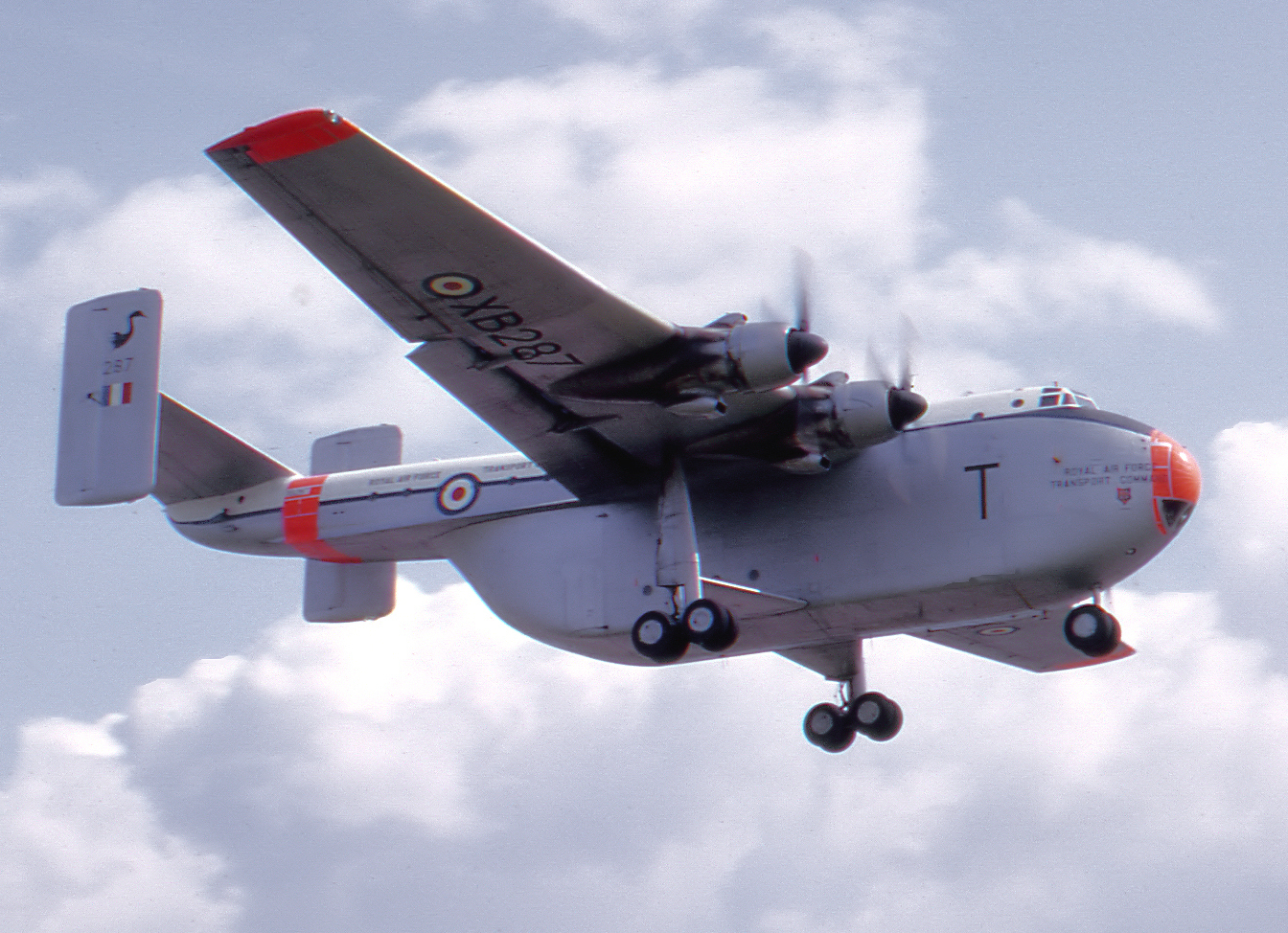
Blackburn Beverley

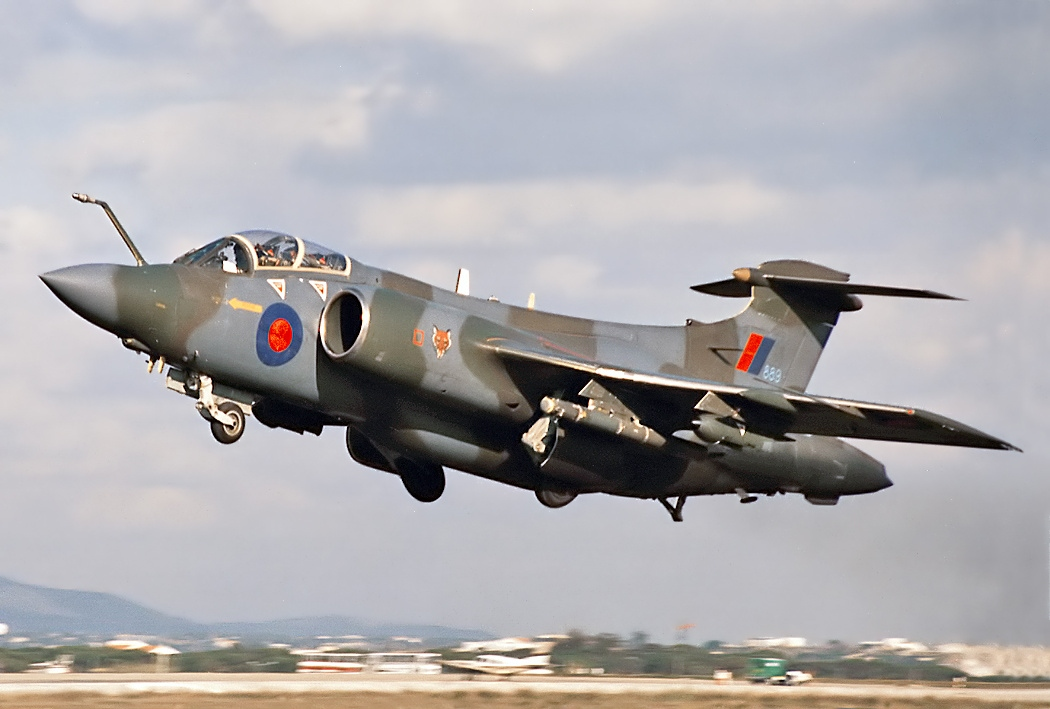
Blackburn Buccaneer

### Літаки
| Літак                                      | Перший політ | К-сть побудовано | Тип літака                                          |
| ------------------------------------------ | ------------ | ---------------- | --------------------------------------------------- |
| Blackburn First Monoplane                  | 1909         | 1                | експериментальний літак                             |
| Blackburn Second Monoplane                 | 1911         | 1                | експериментальний літак                             |
| Blackburn Mercury                          | 1911         | 9                | навчально-тренувальний літак                        |
| Blackburn Type D                           | 1912         | 1                | спортивний літак                                    |
| Blackburn Type E                           | 1912         | 2                | моноплан                                            |
| Blackburn Type I                           | 1913         | 3                | спортивний літак                                    |
| Blackburn Type L                           | 1914         | 1                | літак для перегонів                                 |
| AD Scout                                   | 1915         | 4                | винищувач                                           |
| Blackburn Twin Blackburn                   | 1916         | 9                | винищувач для боротьби з «Цепелінами»               |
| Blackburn General Purpose                  | 1916         | 2                | розвідувальний протичовновий поплавковий гідролітак |
| Blackburn Triplane                         | 1917         | 1                | триплан-винищувач                                   |
| Blackburn White Falcon                     | 1916         | 1                | експериментальний літак                             |
| Blackburn Kangaroo                         | 1918         | 20               | розвідувальний літак-торпедоносець                  |
| Blackburn Pellet                           | 1923         | 1                | літаючий човен                                      |
| Blackburn Blackburd                        | 1918         | 3                | торпедоносець                                       |
| Blackburn Sidecar                          | 1919         | 1                | надлегкий експериментальний літак                   |
| Blackburn T.1 Swift та Blackburn T.2 Swift | 1920         | 118              | торпедоносець                                       |
| Alula Semiquaver                           | 1920         | 1                | літак для перегонів                                 |
| Blackburn R.1 Blackburn                    | 1922         | 44               | палубний літак морської розвідки                    |
| Blackburn Bluebird                         | 1924         | 20               | навчально-тренувальний літак                        |
| Blackburn T.4 Cubaroo                      | 1924         | 2                | торпедоносець                                       |
| Blackburn T.3 Velos                        | 1925         | 22               | поплавковий гідролітак Берегової охорони            |
| Blackburn R.2 Airedale                     | 1924         | 2                | розвідувальний літак                                |
| Blackburn T.5 Ripon                        | 1924         | 2                | розвідувальний літак-торпедоносець                  |
| Blackburn Sprat                            | 1926         | 1                | навчально-тренувальний літак                        |
| Blackburn R.B.1 Iris                       | 1926         | 5                | літаючий човен                                      |
| Blackburn F.1 Turcock                      | 1927         | 1                | винищувач                                           |
| Blackburn F.2 Lincock                      | 1928         | 7                | надлегкий експериментальний літак                   |
| Blackburn Beagle                           | 1928         | 1                | бомбардувальник-торпедоносець                       |
| Blackburn Bluebird IV                      | 1929         | 58               | навчально-тренувальний літак                        |
| Blackburn 2F.1 Nautilus                    | 1929         | 1                | винищувач-перехоплювач                              |
| Blackburn T.7B                             | 1929         | 206              | палубний бомбардувальник-торпедоносець              |
| Blackburn R.B.2 Sydney                     | 1930         | 1                | патрульний літаючий човен                           |
| Blackburn C.B.2 Nile                       | 1930         | 1                | патрульний літаючий човен                           |
| Blackburn B-1 Segrave                      | 1930         | 4 + 2            | моноплан                                            |
| Blackburn C.A.15C                          | 1932         | 2                | експериментальні моноплан та біплан                 |
| Blackburn T.8 Baffin                       | 1932         | 97               | торпедоносець                                       |
| Blackburn B-2                              | 1931         | 42               | навчально-тренувальний літак                        |
| Blackburn B-3 M.1/30                       | 1932         | 2                | торпедоносець                                       |
| Blackburn R.B.3 Perth                      | 1933         | 4                | літаючий човен                                      |
| Blackburn T.9 Shark                        | 1933         | 269              | торпедоносець-розвідувальний літак                  |
| Blackburn B-7                              | 1934         | 1                | багатоцільовий літак                                |
| Blackburn H.S.T.10                         | 1936         | 1                | комерційний літак                                   |
| Blackburn B-24 Skua                        | 1937         | 192              | палубний пікіруючий бомбардувальник/винищувач       |
| Blackburn B-25 Roc                         | 1938         | 136              | палубний винищувач                                  |
| Blackburn B-26 Botha                       | 1938         | 580              | торпедоносець                                       |
| Blackburn B-20                             | 1940         | 1                | прототип літаючого човна                            |
| Blackburn Firebrand                        | 1942         | 223              | ударний винищувач                                   |
| Blackburn B.44                             | 1942         | 1                | прототип літаючого човна-винищувача                 |
| Blackburn Firecrest                        | 1947         | 3                | ударний винищувач                                   |
| Blackburn B-54                             | 1949         | 3                | палубний протичовновий літак                        |
| Blackburn Y.B.2                            | 1951         | 1                | експериментальний літак                             |
| Blackburn Beverley                         | 1950         | 49               | військово-транспортний літак                        |
| Blackburn Buccaneer                        | 1958         | 211              | штурмовик                                           |

Позначення